# Contea di Xingtai
La contea di Xingtai (沙河市S, Xíngtái XiànP) è una contea della Cina, situata nella provincia di Hebei e amministrata dalla prefettura di Xingtai.